# Mata Hari (film, 1985)
Mata Hari je americký životopisný film z roku 1985. Natočil jej režisér Curtis Harrington podle scénáře Joela Ziskina. Hlavní roli tanečnice Mata Hari, která byla v první světové válce popravena za špionáž, v něm ztvárnila Sylvia Kristel. Film tanečnici popisuje jako nevinnou osobu, kterou manipulovaly tajné služby Německa a Francie. Děj filmu se odehrává kolem fiktivního milostného trojúhelníku mezi Mata Hari a dvěma důstojníky, Francouzem Georgesem Ladouxem (Oliver Tobias) a Němcem Karlem von Bayerlingem (Christopher Cazenove). Hudbu k filmu složil Wilfred Josephs.